# Francis Preston Blair Lee

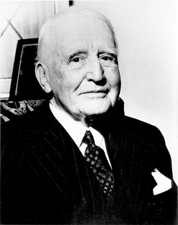
Francis Preston Blair Lee

Francis Preston Blair Lee (* 9. August 1857 in Silver Spring, Maryland; † 25. Dezember 1944 in Norwood, Maryland) war ein US-amerikanischer Politiker der Demokratischen Partei. Er vertrat den Bundesstaat Maryland zwischen 1914 und 1917 im US-Senat. Sein Urgroßvater Richard Henry Lee war Präsident des Kontinentalkongresses und erster US-Senator für Virginia, sein Enkel Blair Lee war von 1971 bis 1979 Gouverneur von Maryland.
Lee, dessen Vater Samuel Phillips Lee als Konteradmiral in der US Navy diente, besuchte zunächst die öffentlichen Schulen und dann die Princeton University, wo er 1880 graduierte. Zwei Jahre später folgte der Abschluss an der juristischen Fakultät des Columbian College, der späteren George Washington University. 1883 wurde er in die Anwaltskammer des District of Columbia sowie des Montgomery County aufgenommen und begann in Maryland zu praktizieren.
1896 bewarb sich Lee erstmals um ein politisches Mandat, verfehlte aber die Wahl ins US-Repräsentantenhaus. Dafür zog er 1905 in den Senat von Maryland ein, dem er bis 1913 angehörte. 1911 kandidierte er als Gouverneur von Maryland, unterlag jedoch Phillips Lee Goldsborough.
Am 4. November 1913 wurde Blair Lee dann zum US-Senator gewählt. Er trat im Kongress die Nachfolge von William Purnell Jackson an, der seinerseits den Platz des verstorbenen Isidor Rayner eingenommen hatte, bei der Nachwahl um das Mandat aber nicht angetreten war. Lee war damit der erste direkt gewählte Senator der USA, weil die Wahlrechtsreform im April 1913, also noch nach der letzten regulären Senatswahl, in Kraft getreten war. Sein Mandat trat er am 28. Januar 1914 an. Lee übernahm den Vorsitz im Ausschuss zur Kontrolle der Ausgaben im Postministerium (Committee on Expenditures in the Post Office Department), schied aber bereits 1917 nach verfehlter Wiederwahl aus der Parlamentskammer aus. Danach arbeitete er wieder als Anwalt.